# Peter McGill
Ne doit pas être confondu avec James McGill.
Pour les articles homonymes, voir McGill.
Peter McGill, né Peter McCutcheon en août 1789 à Creebridge en Écosse et mort le 28 septembre 1860 à Montréal, est un homme d'affaires, banquier, juge de paix et homme politique canadien. Il est maire de Montréal de 1840 à 1842.

## Biographie
Né en août 1789 et baptisé le 1er septembre à Creebridge en Écosse sous le nom de Peter McCutcheon, il est le fils de John McCutcheon et de sa deuxième épouse Mary McGill. Le 15 février 1832, Peter McGill épouse à Londres Sarah Elizabeth Shuter Wilkins avec qui il a trois fils dont un meurt en bas âge.
En juin 1809, à l'âge de 19 ans, il immigre au Canada où il retrouve son oncle John McGill (en), un loyaliste habitant à Montréal, qui était déjà établi au Canada depuis plusieurs années. Son oncle s'y est établi grâce au lucratif marché de la fourrure. Le 29 mars 1821, Peter McCutcheon prend le nom de son oncle à la demande de ce dernier qui, ayant perdu sa femme et sans enfant, en fait son héritier. 

### Carrière
Peter McGill fait des études à la grammar school et il s'installe ensuite au Canada. Il est d'abord commis au bureau montréalais dans la société commerciale, la Parker, Gerrard, Ogilvy and Company. John McGill demande à son neveu de changer de nom de famille pour le sien, ce qu'il fait, pour hériter de l'énorme somme d'argent de celui-ci. Peter McGill joue un rôle dans plusieurs domaines. Il est commerçant, juge de paix, administrateur de banque et de plusieurs compagnies et un homme politique important, également lors des mouvements patriotes. Il hérite de la fortune de son oncle et le contrat de mariage qui le lie à Sarah Elizabeth Shuter Wilkins est très avantageux, ce qui fait de lui quelqu'un d'assez à l'aise financièrement. 

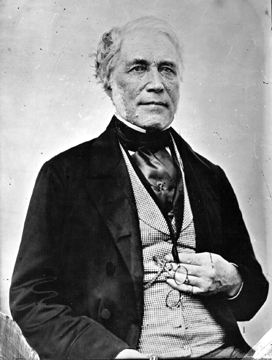
Portrait de Peter McGill, en 1866.

### Sa carrière professionnelle
Il est associé à la Banque de Montréal où il débute dans le conseil d'administration en 1819, devient vice-président en 1830 et ensuite président en 1834. Il occupe cette fonction pendant 26 ans. Il fait également construire le premier chemin de fer de la colonie et il a le monopole du transport maritime sur la rivière des Outaouais. Il est gouverneur à l'Université McGill et ensuite membre de l'administration de l'hôpital général de Montréal et aussi juge de paix. Il sert comme premier président de la St. Andrew's Society of Montreal pour défendre la cause des Écossais à Montréal. C'est ce qui fait de lui une personne très active socialement et surtout dans le domaine économique.

### Sa carrière politique
Peter McGill est le deuxième maire de Montréal de 1840 à 1842, après Jacques Viger, et est nommé, et non élu, par le gouverneur Sydenham. Il est déclaré en janvier 1832 membre du Conseil législatif et en novembre, membre du Conseil exécutif. C'est lui qui élabore les premiers règlements régissant la ville de Montréal. Dans son document de loi, il parle du Service d'incendies, des impôts, des calèches, de baignades, de football et du lancement de pierres ou de balles de neige, par exemple. 

### Implication durant les rébellions
Peter McGill est un loyaliste, comme son oncle avant lui. Sous ses ordres et de John Molson, la Constitutional Association dénonce des agissements des patriotes et font appel à l'armée pour rétablir l'ordre le plus rapidement possible. Il s'en prend alors verbalement aux leaders Patriotes en affirmant que leurs ambitions sont décevantes et qu'ils ont une haine profonde des britanniques inexpliqués. Il considère que la solution est de miser sur l'intervention du clergé et sur l'influence de la religion protestante. En 1837, il met sur pied une force de volontaires afin d'assurer la sécurité des Loyalistes. Le 23 novembre, McGill lance une manifestation de loyaux et attire près de 7000 personnes. En début novembre, 300 patriotes en viennent au coup avec les membres de son association. Il prône l'union du Haut et du Bas-Canada, l'abolition du régime seigneurial et le maintien du Conseil législatif non-électif. Il parle également, avec 6 autres représentants, avec Lord Durham lors de son arrivée au Canada sur l'avenir de la colonie, ce qui a évidemment influencé ce dernier sur la suite des évènements.
Il meurt le 28 septembre 1860 à Montréal.

## Honneurs

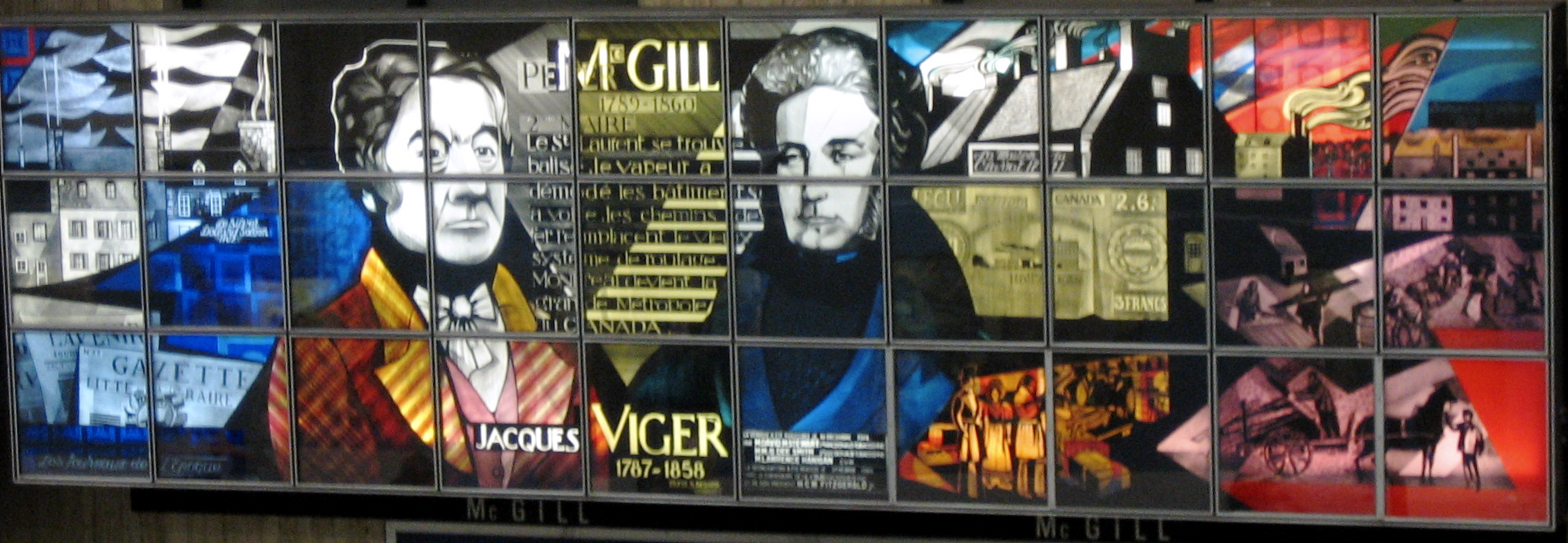
Vitrail de la station de métro McGill.

- C'est lui, plutôt que James McGill, qui est dépeint sur le vitrail dans la station McGill du métro de Montréal (même si la station  est ainsi nommée pour sa proximité à l'Université McGill).
- La rue McGill dans le secteur du Vieux-Montréal près de la station de métro Square-Victoria porte également son nom (à ne pas confondre avec l'avenue McGill College proche de l'Université McGill).
- Le quartier Peter-McGill.